# Франкфуртски пътен възел
Франкфуртският пътен възел (на немски: Frankfurter Kreuz) е магистрален пътен възел във Франкфурт на Майн, Германия, където се срещат магистрали A3 и A5. Първоначално възелът е трябвало да бъде построен от 1931 до 1933 г., но поради Втората световна война строителството не е завършено до 1957 г. През 90-те години на XX век претърпява огромна реконструкция, тъй като често е претоварван. Към 2026 г. и двете магистрали имат по десет платна.

## Местоположение
Възелът се намира в североизточния край на франкфуртското летище, като под него са прокарани два тунела от високоскоростната железопътна линия Кьолн – Франкфурт.
Заедно с летището и жп гарата за влакове на дълги разстояния, франкфуртският възел обикновено се възприема като символ на добрите връзки на Франкфурт със света.
С приблизително 320 000 автомобила дневно това е най-интензивно използваният пътен възел в Европейския съюз.

## Галерия
- Възел Frankfurter Kreuz между Автобан A3 и A5, откъм Lufthansa B737
- Изглед от въздуха, A3 вертикално, A5 хоризонтално
- A5 вертикално, A3 хоризонтално